# Orange Belgium
Orange Belgique (Euronext : OBEL), anciennement Mobistar, est l'un des principaux acteurs du monde des télécommunications en Belgique et au Luxembourg. L'entreprise propose des offres de téléphonie mobile et fixe (télévision et internet) et est active sur les marchés résidentiels et professionnels. Il détient l'opérateur belge VOO depuis 2023.
Orange Belgique est cotée à la Bourse de Bruxelles, fait partie du groupe français Orange et compte, au 30 juin 2016, plus de 3 millions de clients et 8 millions de cartes SIM actives sur son réseau.

## Historique

### 1995: lancement de Mobistar
En 1998, Mobistar lance son commerce de détail avec les Mobistar Center et fait son entrée à la Bourse de Bruxelles. En 2001, Mobistar fait partie du groupe Orange. La même année, l'entreprise achète une licence 3G au gouvernement belge. En 2005, elle introduit la technologie EDGE sur le réseau Mobistar.
En 2007, Mobistar renouvelle son image de marque et dévoile un nouveau logo[réf. nécessaire]. Mobistar fait l'acquisition de VOXmobile (devenu Orange Communications Luxembourg S.A.) pour la somme de 80,3 millions d'euros.
En 2009, Mobistar acquiert les activités B2B en Belgique de l'opérateur de télécommunications néerlandais KPN pour 65 millions d'euros. L'année suivante, Mobistar annonce le lancement de la télévision numérique par satellite
En 2012, Mobistar lance les premiers forfaits sans engagement en Belgique. Quelques mois plus tard, Mobistar annonce la suspension de la commercialisation de la télévision numérique/internet/téléphonie fixe. Les contrats existants sont maintenus à l'exception de la télévision numérique qui sont purement résiliés[réf. nécessaire].

### 2016: Mobistar devient Orange Belgique
En 2016, l'opérateur fait son retour dans le fixe, via le câble de VOO. Il est désormais à nouveau possible d'obtenir un abonnement fixe Mobistar uniquement pour les personnes étant clients mobiles[réf. nécessaire]. Dans le cadre de l'unification sous la marque "Orange" désirée par le groupe français Orange, maison mère de Mobistar, le conseil d'administration de Mobistar annonce le changement de nom de la marque pour devenir "Orange" le 9 mai 2016.
Le 4 mai 2016, l'assemblée générale des actionnaires approuve officiellement l'adoption de la marque Orange. Mobistar s'appelle désormais Orange. Le 31 août 2016, le CEO Jean-Marc Harion quitte ses fonctions pour Orange Égypte, il est remplacé par le français Michaël Trabbia à la tête d'Orange Belgique.
En février 2020, Orange est le premier opérateur à proposer l'eSIM.
Le 1er septembre 2020, Michaël Trabbia quitte ses fonctions pour rejoindre le comité exécutif du Groupe Orange ; il est remplacé par Xavier Pichon à la tête d'Orange Belgique.

### 2023: rachat de VOO
En avril 2021, la maison-mère française Orange lance une OPA sur sa filiale belge visant à récupérer 95% des parts de l’entreprise et la sortir de la bourse de Bruxelles. Après cette opération, Orange parvient à racheter près de 77% des parts, faisant face à une coalition d’actionnaire jugeant l’offre d’Orange insuffisante. En septembre 2021, Orange Belgique a lancé un opérateur virtuel low-cost appelé Hey!, sur le modèle de Sosh de la maison-mère française.
En novembre 2021, Orange Belgique est le seul en lice pour l'acquisition d'une participation de 75 % dans VOO pour 1,8 milliard d'euros.
Le 2 juin 2023, Orange Belgique finalise le rachat de VOO. Quelques jours après le rachat, Orange indique vouloir devenir le leader belge des télécommunications et détrôner Proximus. L'opérateur souhaite couvrir 95% de la population belge d'une connexion à 1 Gbps d'ici mi-2024. Il va également investir dans la fibre optique et accélérer son déploiement. Orange souhaite de plus accélérer le développement de la 5G et équiper 40% de la population belge d'ici fin 2023.
Le 2 mai 2024, Orange Belgique finalise son augmentation de capital par apport en nature, Nethys échange sa participation dans VOO contre des actions nouvellement émises d'Orange Belgique. Orange Belgique détient 100 % de la société VOO.

## Identité visuelle (logo)

Logo d'Orange adopté en Belgique le 9 mai 2016.

Logo de Mobistar.